# Безпідйомне укладання трубопроводів
Безпідйомне укладання трубопроводів (рос. бесподъемная укладка трубопроводов, англ. non-lift pipe laying; нім. Absenken n einer Leitung durch Rohrgabenaushub unter vormontiertem Strang) — укладання труб без попереднього
підйому й насування їх на траншею. Т.у.б. складається з монтажу й укладання безперервної нитки трубопроводу на ґрунт по проектній осі траси, проходки траншеї безпосередньо під трубопроводом, поступового опускання трубопроводу в траншею під дією сили тяжіння. При Т.у.б., застосовують екскаватор-трубозаглибник, оснащений похилими, дзеркально розташованими робочими органами, які вилучають ґрунт з-під трубопроводу з двох сторін. Як правило, використовують екскаватор з робочими органами роторного типу. У тих випадках, коли робота роторного екскаватора-трубозаглибника неможлива або ускладнена, його замінюють двома одноківшевими екскаваторами, забезпеченими похилими стрілами, які розташовані по різні боки трубопроводу. Т.у.б. може бути застосована при укладанні трубопроводу з труб як із заводською ізоляцією, так з неізольованих труб. В останньому випадку необхідне застосування комбінованої очисноізоляційної машини.